# San Jerónimo Zacualpan
San Jerónimo Zacualpan är en ort i Mexiko.   Den ligger i kommunen San Jerónimo Zacualpan och delstaten Tlaxcala, i den sydöstra delen av landet, 90 km öster om huvudstaden Mexico City. San Jerónimo Zacualpan ligger 2 203 meter över havet och antalet invånare är 3 485.
Terrängen runt San Jerónimo Zacualpan är huvudsakligen platt, men österut är den kuperad. Runt San Jerónimo Zacualpan är det tätbefolkat, med 709 invånare per kvadratkilometer. Närmaste större samhälle är Zacatelco, 3,6 km sydost om San Jerónimo Zacualpan. Omgivningarna runt San Jerónimo Zacualpan är en mosaik av jordbruksmark och naturlig växtlighet.